# 정종택
정종택(鄭宗澤, 1935년 2월 20일~)은 대한민국의 정치인이다. 제11·12·13대 국회의원을 지냈다.

## 학력
- 오창초등학교 졸업
- 증평중학교 졸업
- 청주고등학교 졸업
- 서울대학교 법과대학 행정학과 학사 졸업

### 명예 박사 학위
- 청주대학교 명예 행정학 박사
- 인제대학교 명예 이학박사(환경 분야)
- 일본 소가 대학교(창가대학) 명예 철학박사

## 경력
- 광혜원 중·고등학교 교사
- 내무부 재정과장
- 대통령 정무비서관 겸 새마을 담당 비서관
- 내무부 기획관리 실장
- 제18대 충북도지사
- 민주정의당 행정위원
- 제8대 노동청장
- 민주자유당 특임행정연구위원
- 제33·34대 농수산부 장관
- 초대 정무 제1장관
- 제9대 정무 제1장관
- 환경부 장관
- 새천년민주당 촉탁위원
- 새천년민주당 특임위원
- 열린우리당 특임교육행정연구위원
- 청주대학교 초빙교수
- 충청대학 제5대 학장
- 제7대 한국전문대학 교육협의회 회장

## 역대 선거 결과
|  | 33.57% |

|  | 49.67% |

|  | 37.03% |

|  | 33.16% |

|  | 27.39% |